# Kital
Kital ist eine der indonesischen Barat-Daya-Inseln (Südwestinseln) in der Bandasee.

## Geographie

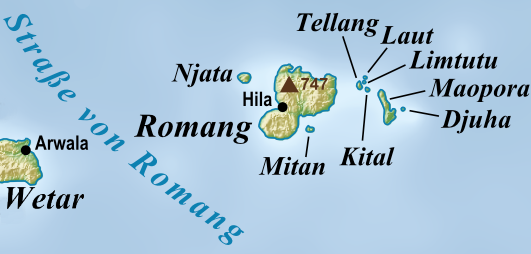
Kital liegt östlich der Insel Romang

Kital liegt östlich der Insel Romang und südlich der Inseln Tellang, Limtutu und Laut. Südöstlich befindet sich die Insel Maopora. Die Inseln gehören zum Kecamatan (Subdistrikt) Pulau-Pulau Terselatan, Kabupaten (Regierungsbezirk) Südwestmolukken (Maluku Barat Daya), Provinz Maluku.